# Aizoon
Aizoon es un género de plantas fanerógamas perteneciente a la familia Aizoaceae. Comprende 57 especies descritas y de estas, solo 16 aceptadas.

## Descripción
Plantas anuales o perennes, generalmente papilosas. Hojas alternas, raramente opuestas, sésiles o pecioladas, sin estípulas. Flores solitarias o en cimas axilares. Perianto de 4-5 tépalos, soldados en la base en tubo generalmente corto. Estambres numerosos, en 2 verticilos o en fascículos que alternan con las piezas del perianto. Ovario súpero, incluido en el tubo; formado por 4-5 carpelos, de placentación axial; rudimentos seminales 2 o más por lóculo. Estigmas 5. Cápsula generalmente loculicida, rodeada por el perianto persistente. Semillas numerosas, subreniformes, de testa crustácea, estriada concéntricamente; funículo largo.

## Taxonomía
El género fue descrito por Carlos Linneo y publicado en Species Plantarum : 488 (1753). La especie tipo es: Aizoon canariense L. ; Lectotypus [M.L.Green, Prop. Brit. Bot. : 159 (1929)]
Etimología
aizoon: nombre genérico que procede del griego aei, que significa "siempre o permanente" y zoon, zoos, que significa "vida o viviente".

## Especies
- Aizoon asbestinum Schltr.
- Aizoon burchellii N.E.Br.
- Aizoon canariense L.
- Aizoon giessii Friedrich
- Aizoon glabrum Ewart
- Aizoon glinoides L.f.
- Aizoon karooicum Compton
- Aizoon kochii J.Wagner
- Aizoon paniculatum L.
- Aizoon rigidum L.f.
- Aizoon rodwayi Ewart
- Aizoon sarmentosum L.f.
- Aizoon schellenbergii Adamson
- Aizoon theurkauffii Maire
- Aizoon virgatum Welw. ex Oliv.
- Aizoon zeyheri Sond.	Ac